# موبيج
 موبيج ، (بالفرنسية: Maubeuge)‏، (الهولندية:Malbode)، هي بلدية فرنسية تقع في إقليم نورد التابعة لمنطقة أوت دو فرانس، في شمال فرنسا.

## توأمة
لموبيج اتفاقيات توأمة مع كل من:
- راتينغن
- باماكو
- كايس
- ورززات
- بسكرة

## أعلام
- جوني أوبيرت
- ديفيد لوفيفر
- ليديا ميراوي
- مهدي تركي
- بنيامين بولونجي